# Manfred von Seherr-Thoss
Pour les articles homonymes, voir Von Seherr-Thoss.
Oktavius Manfred, comte von Seherr-Thoß (5 janvier 1827, Dobrau - 5 octobre 1911, Breslau), est un homme politique prussien.

## Biographie
Manfred von Seherr-Thoß est le fils du comte Ernst von Seherr-Thoß (de). Il est membre de la Chambre des seigneurs de Prusse de 1902 à 1911.